# Paso Ataques
Paso Ataques é uma localidade uruguaia do departamento de Rivera, na zona norte do departamento. Está situada a 38 km da cidade de Rivera, capital do departamento.

## Toponímia
O nome da localidade vêm do Arroyo Ataques. 

## População
Segundo o censo de 2011 a localidade contava com uma população de 107 habitantes.
| Variação demográfica do município entre 2004 e 2011 |
|                                                     |

## Geografia
Paso Ataques se situa próxima das seguintes localidades: ao norte, Lagos del Norte, a oeste, Cerros de la Calera e ao sudeste Cerro Pelado.

## Autoridades
A localidade é subordinada diretamente ao departamento de Rivera, não sendo parte de nenhum município riverense.

## Transporte
A localidade possui o seguinte rodovia:
- Ruta 28, que liga a localidade ao cruzamento com a Ruta 44 (fronteira com o  departamento de Tacuarembó).
- Ruta 27, que liga o município de Vichadero até a cidade de Rivera [7][8][9]